# Natri triphosphat
Natri triphosphat, hay natri tripolyphosphat (công thức phân tử: Na5P3O10) là một muối của natri với axit photphoric. Hợp chất rắn màu trắng tan trong nước này có nhiều ứng dụng khác nhau. Trong tiếng Anh, nó được viết tắt là STPP.

## Ứng dụng
Nó được sử dụng trong nhiều ứng dụng, chẳng hạn làm chất bảo quản thực phẩm cho các loại hải sản, thịt gia súc và gia cầm. Nó cũng được sử dụng trong thuốc đánh răng và là chất cấu tạo trong xà phòng hay bột giặt để làm tăng tính tẩy rửa của các sản phẩm này, nó làm giảm độ cứng của nước do tạo thành những phức chất calci, magie, sắt dưới dạng hòa tan và ngăn cản không cho chất bẩn bám trở lại vải.
Cục quản lý Thực phẩm và Dược phẩm Hoa Kỳ liệt kê STPP "nói chung được công nhận là an toàn", cùng với muối ăn, giấm, bột nở và natri glutamat (thành phần chính của mì chính). Tuy nhiên, một lượng dư thừa của STPP trong thực phẩm sẽ là bất lợi cho người tiêu dùng do các sản phẩm này thường chứa nhiều nước hơn so với các sản phẩm không có STPP.